# تاریخ اسکندر مقدونی
تاریخ اسکندر مقدونی (انگلیسی: Histories of Alexander the Great)، تنها زندگی‌نامه لاتین باقی مانده از اسکندر مقدونی است. این کتاب توسط مورخ روم باستان کوینت کورس در قرن اول پس از میلاد نوشته شده است، اما اولین نسخه خطی باقی مانده مربوط به قرن نهم است.